# Dez Altino
Pour les articles homonymes, voir Altino (homonymie).
Dez Altino, de son vrai nom Tiga Wendwaoga Désiré Ouédraogo ou Désiré Ouédraogo, né le 20 septembre 1978, est un artiste chanteur et compositeur burkinabè.

## Biographie
Il s'inspire des rythmes traditionnels burkinabè tels que le Liwaga et le Wiiré,.
En 2006, il fait son entrée dans l'univers musical burkinabè avec son premier album nommé Bon Dieu. En 2009, il sort l'album N'dolé, qui lui vaut le titre de disque d'or de l'année au salon de la musique africaine de Ouagadougou Saga Musik Awards.
Il remporte en 2013 le 13e Kundé d'or dans la catégorie du meilleur artiste burkinabé de l'année,,. Après une pause, il revient sur scène en juin 2023 avec le tube « C'est ca ». Il poursuit avec la sortie en 2024, de son 7e album  "Saaga". 

## Discographie

### Albums
- 2006: Bon Dieu
- 2009: N'Dolé
- 2013: Mam ni foo
- 2014: Sabaabo[1]
- 2016: Baarka
- 2019: Beogo

### Singles
- Nooma Foo
- Tu me prends pour qui
- Bangue Pinda
- Wend Ya Wende
- Mon histoire
- Danse des champions

## Distinctions
- 2009: Disque d'Or, décerné par Saga Musik Award’s[9]
- 2013: Kundé d'or[10]
- 2013: Kundé du public
- 2013: Kundé de l’artiste le plus joué en discothèque
- 2016: Meilleur artiste francophone aux AUEA aux USA[2]
- 2017: Kundé du public
- 2019: Trophée du meilleur artiste burkinabé, 12PCA
- 2019: Le prix du public, 12 PCA
- 2019: Prix du meilleur artiste ayant effectué plus de prestations nationales, CANA
- 2019: Prix de l'artiste en vogue, People's awards
- 2020: Trophée de l'artiste engagé aux profits des personnes démunies, Pingre Kuni
- 2021: Kundé du public
- 2021: Trophée d'honneur, FAMA[11]